# Nút giao thông Ngã ba Huế
Nút giao thông Ngã ba Huế là một nút giao thông khác mức nằm ở phía tây thành phố Đà Nẵng, Việt Nam. Đây đồng thời cũng là nút giao thông sở hữu cầu vượt 3 tầng đầu tiên tại Việt Nam. Công trình được lấy cảm hứng hình tượng Linga và Yoni, một biểu tượng của người Chăm.

## Vị trí
Nút giao thông Ngã ba Huế nằm trên địa bàn ba quận Thanh Khê, Cẩm Lệ và Liên Chiểu, nằm ở phía Tây của thành phố Đà Nẵng. Đây cũng là nơi giao nhau giữa 4 tuyến đường Điện Biên Phủ, Tôn Đức Thắng, Trường Chinh, Hoàng Thị Loan và đường sắt Bắc Nam. Trong đó, đường Tôn Đức Thắng và đường Trường Chinh là đoạn Quốc lộ 1 đi qua nội thành thành phố Đà Nẵng.

## Lịch sử
Trước khi có cầu vượt, đây là một trong những điểm nóng về ùn tắc và tai nạn giao thông thường xuyên do có lưu lượng phương tiện lưu thông rất lớn và giao cắt đồng mức với đường sắt.

### Xây dựng cầu vượt
Trong cuộc thi kiến trúc do chính quyền địa phương tổ chức đã lựa chọn kiến trúc công trình là nút giao thông lập thể hình xuyến kết hợp cầu vượt 3 tầng bao gồm tầng mặt đất là nhánh rẽ không giao với đường sắt; cầu vượt tầng 1 với vòng xuyến tròn trên cao với các nhánh rẽ và cầu vượt tầng hai cho hướng đi từ Huế vào nội thành Đà Nẵng và ngược lại. Đến ngày 29 tháng 3 năm 2013, cầu vượt tại nút giao đã được khởi công xây dựng với mức đầu tư 2.000 tỷ đồng theo hình thức hợp đồng BT (xây dựng - chuyển giao). Bấy giờ, đây là cây cầu vượt lớn nhất Việt Nam, được xây dựng vĩnh cửu với tổng chiều dài 2,5 km và vòng xuyến với đường kính khoảng 150 m. Công trình được đầu tư xây dựng bởi Công ty Cổ phần Đầu tư Xây dựng Trung Nam. Kiến trúc nút giao còn bao gồm một trụ tháp parabol cùng một vòng xuyến xung quanh, mang biểu tượng Linga và Yoni của thần Shiva, lấy cảm hứng từ văn hóa của người Chăm.
Sau 16 tháng thi công, công trình đã được hoàn thành. Đến ngày 29 tháng 3 năm 2015, cây cầu vượt chính thức được khánh thành nhân dịp kỷ niệm kỷ niệm "40 năm ngày giải phóng thành phố Đà Nẵng". Sau khi xây dựng, nút giao thông đã trở thành nơi sở hữu cây cầu vượt ba tầng đầu tiên của Việt Nam.

## Thiết kế
Công trình được thiết kế 3 tầng, gồm tầng mặt đất, tầng 1 (vòng xuyến) và tầng 2 (dây văng) như sau:
- Tầng mặt đất được bố trí đường gom rộng 7 m với 2 làn xe chạy không cắt đường sắt để phục vụ giao thông đi lại theo hướng từ đường Tôn Đức Thắng về đường Hoàng Thị Loan và ngược lại; hướng từ đường Điện Biên Phủ về đường Trường Chinh và ngược lại, cho phép tất cả các loại xe cơ giới lưu thông một chiều. Bên cạnh đó, công trình có cầu đi bộ vượt qua đường sắt.
- Tầng 1 gồm cầu vòng xuyến và bốn nhánh cầu dẫn nối tầng mặt đất với vòng xuyến, bề rộng cầu là 15 m, đường kính 150 m gồm 3 làn xe (xe cơ giới lưu thông 2 làn trong, xe thô sơ lưu thông làn ngoài cùng), tốc độ thiết kế 40 km/h. Đây là cầu vượt đi được tất cả các hướng đường Tôn Đức Thắng, Điện Biên Phủ, Trường Chinh và Hoàng Thị Loan.
- Tầng 2 có bề rộng 17 m, tốc độ 60 km/h gồm 4 làn xe, mỗi hướng chạy gồm 2 làn xe từ đường Tôn Đức Thắng đến đường Điện Biên Phủ và ngược lại.

Điểm nhấn của công trình là trụ tháp dây văng hình parabol cao 65 m và vòng xuyến với đường kính 150 m, được lấy cảm hứng từ hình tượng Linga và Yoni vốn là biểu tượng tín ngưỡng phồn thực của người Chăm.